# Arachniodes caudata
Arachniodes caudata là một loài thực vật có mạch trong họ Dryopteridaceae. Loài này được (Tagawa) Ching miêu tả khoa học đầu tiên năm 1964.